# Filtre (optique)
Pour les articles homonymes, voir Filtre.

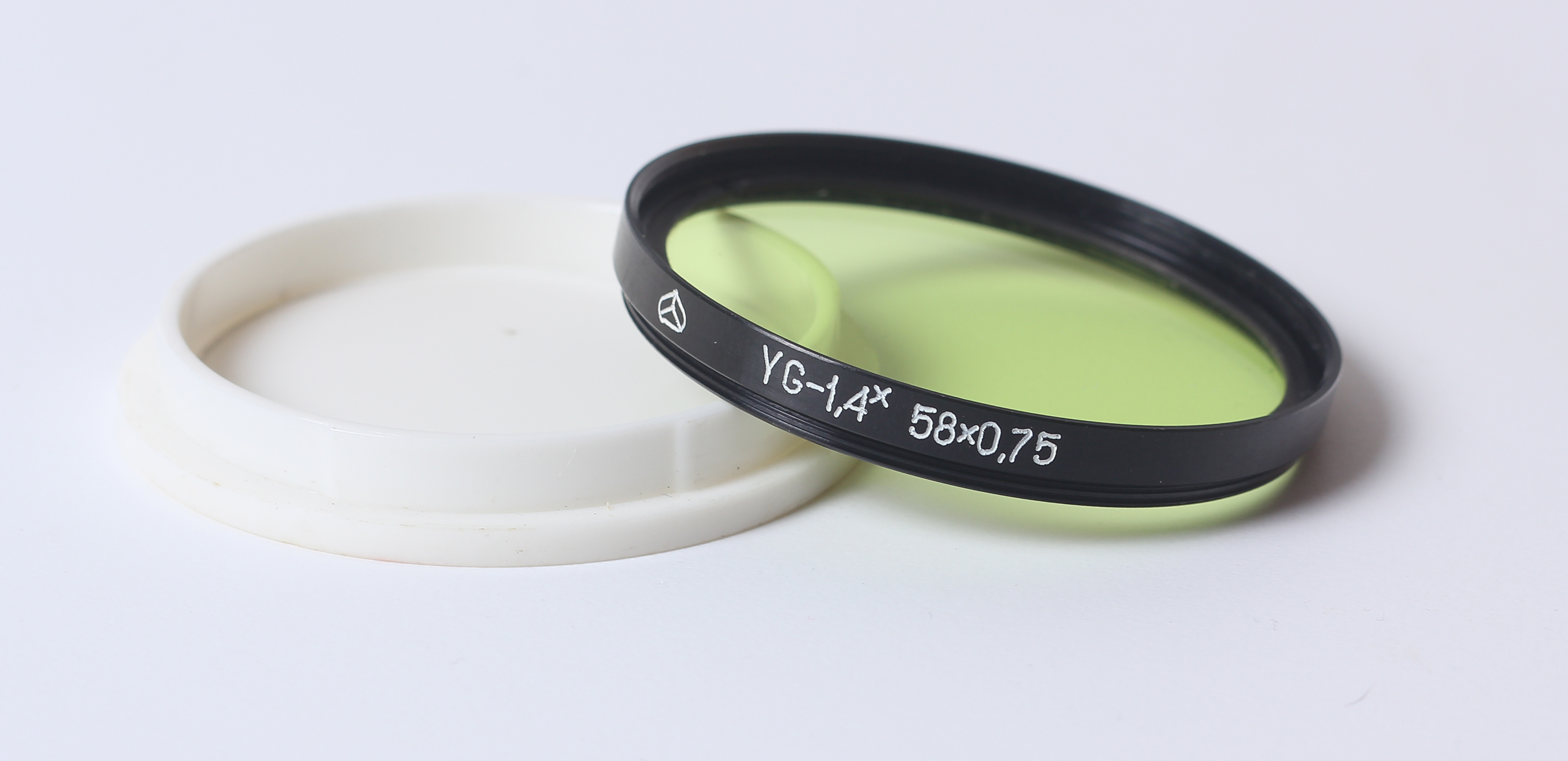
Filtre optique pour la photographie.

En optique, un filtre est un dispositif qui laisse passer une partie du rayonnement lumineux, sans autrement affecter son cheminement.
Les filtres sont utilisés en photographie, dans de nombreux instruments d'optique comme ceux utilisés en astronomie, ainsi que pour l'éclairage de scène de spectacle.
On distingue trois procédés de filtrage :
- le filtrage par absorption transmet ou absorbe le rayonnement selon sa longueur d'onde dans le vide. Le rayonnement absorbé ou transmis peut être visible ce qui détermine la couleur du filtre ;  mais aussi infrarouge et ultraviolet[1] ;
- le filtrage de polarisation absorbe la lumière à proportion de la différence de polarisation par rapport à son axe ;
- un filtre dichroïque, ou interférentiel, transmet une partie de la lumière et réfléchit le reste.

Le filtrage spatial peut utiliser un procédé optique pour sélectionner des fréquences spatiales dans l'information. Ils sont utilisés sur certains instruments d'optique, et au contact des capteurs de photographie numérique comme filtre anti-repliement.

## Filtrage par absorption
Ces filtres sont composés d'un colorant diffusé dans un support. Ces colorants absorbent certaines longueurs d'onde ; l'énergie est restituée sous forme de chaleur.
Le support varie :
- en colorimétrie, on utilise des filtres liquides dans lequel le colorant est dissous[2] ;
- les filtres par absorption sont souvent faits de verres auxquels des composés organiques ou inorganiques ont été ajoutés ;
- le support peut être en gélatine, dans laquelle des colorants organiques peuvent être dissous à basse température dans un milieu chimiquement peu actif. Les filtres en gélatine, d'une épaisseur très uniforme et optiquement homogènes, sont prévus pour s'insérer dans les faisceaux lumineux des systèmes formateurs d'images (appareils photographiques, par exemple)[3] ;
- le support peut être en acétate de cellulose ou en une autre matière plastique, moins coûteuse que la gélatine et que le verre, dans les applications où la précision des filtres gélatine n'est pas nécessaire, comme pour colorer des faisceaux lumineux d'éclairage.

### Filtrage de couleurs
La répartition de la transmittance de la lumière dans le spectre visible détermine la couleur du filtre. Le « facteur de transmission spectral » caractérise un filtre. On peut aussi utiliser la notion d'absorbance, souvent appelée « densité » (optique), logarithme décimal de l'inverse de la transmittance.
L'absorbance de ce type de filtre varie progressivement selon la longueur d'onde ; elle se représente sur une courbe présentant des ondulations, des bosses et des creux, plutôt que les transitions franches d'un filtre bloc donnant une couleur optimale, dont l'existence n'est que théorique. Il est parfois commode de réduire cette variation à une bande passante, en fixant un seuil d'absorbance. Cette bande passante est large de plusieurs dizaines de nanomètres, sur les 300 nm de la plage des longueurs d'onde visibles. On peut aussi caractériser ces filtres colorimétriquement par une longueur d'onde dominante et une pureté, ou par des coefficients CIE xyY. Une notice doit alors indiquer l'usage du filtre, car deux courbes de transmittance très différentes peuvent donner les mêmes caractéristiques colorimétriques.
Les filtres de rouge à jaune et bleus peuvent avoir des indices de pureté d'excitation très élevé, dépassant les 95 % aussi bien que moduler finement les couleurs, comme dans le cas des filtres correcteurs de couleur, qui permettent de compenser de petites différences de température de couleur et de tendance entre les sources de lumière.

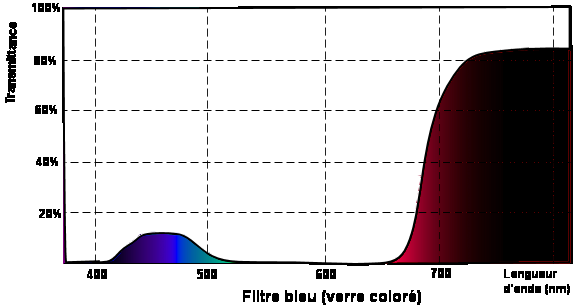
Courbe de la transmittance d'un verre coloré bleu en fonction de la longueur d'onde. Il laisse passer le bleu, l'infrarouge et une part de rouge trop petite pour changer sa longueur d'onde dominante.

La figure ci-contre présente un exemple de transmittance d'un verre coloré. On remarque sur cette courbe qu'un filtre coloré laisse passer de nombreuses longueurs d'onde, en les atténuant cependant toutes.
Ces verres sont utilisés :
- en optique, pour isoler une raie lumineuse parmi d'autres ;
- en photographie ou dans le spectacle vivant pour créer des ambiances colorées ;
- en photographie noir et blanc pour augmenter les contrastes ;
- etc..

### Filtres à ultraviolets
Les filtres à ultraviolets, généralement en verre, apparaissent transparents, mais ils absorbent les ultraviolets, évitant le voile de la pellicule photographique par des rayons invisibles. Ils évitent le pâlissement des bleus du ciel.

### Filtre à infrarouges
Des filtres à infrarouge, absorbant ce rayonnement invisible, sont généralement intercalés dans les appareils photographiques numériques, dans le flux formateur d'image juste avant le capteur, sensible aux infrarouges, afin que ceux-ci ne voilent pas l'image, et que d'éventuelles sources infrarouges dans le champ n'apparaissent pas comme des points brillants. De plus, les optiques étant généralement conçues pour corriger les aberrations chromatiques dans le domaine visible mais pas dans l'infrarouge, les filtres à infrarouge sont utilisés pour améliorer le stigmatisme des systèmes d'imagerie dont le capteur est sensible aux infrarouges.
Inversement, des filtres laissant passer uniquement les infrarouges sont intercalés en thermographie.

### Filtres de densité neutre
Les filtres à densité neutre ou « filtres ND » sont des filtres à absorption destinés à diminuer la luminosité indépendamment de la longueur d'onde dans le domaine visible. Leur absorption n'est pas toujours garantie hors de ce domaine. Un filtre neutre destiné à l'usage photographique peut avoir un spectre d'absorption variable selon la longueur d'onde dans le domaine visible, pourvu que les irrégularités se compensent pour la surface sensible. Un tel filtre n'est neutre que pour l'usage pour lequel il est prévu.
Ils permettent au photographe d'augmenter le temps de pose sans modifier l'ouverture, de conserver l'ouverture dans un environnement très éclairé pour éviter l'affaiblissement de la résolution optique due à la diffraction, ou d'ouvrir le diaphragme pour diminuer artistiquement la profondeur de champ. En prise de vues cinéma ou vidéo, le temps de pose doit occuper la plus grande partie possible de la période des images pour limiter l'effet stroboscopique grâce à un effet de filé sur les objets en mouvement et pendant les mouvements de caméra. Les filtres neutres permettent de maintenir le diaphragme dans les valeurs de travail.
On les utilise aussi en laboratoire, lorsque la luminosité est trop importante pour les appareils de mesure, notamment lorsque la source lumineuse est un laser.

### Filtres en coin
Les filtres en coin présentent une partie claire et une partie filtrante, l'absorption variant progressivement de l'une à l'autre.
Ils servent en photométrie pour des égalisations de flux lumineux sans modifier le réglage des diaphragmes. En photographie, des fabricants en proposent depuis les années 1910 pour compenser des différences de luminosité entre deux parties du sujet, notamment et principalement, la différence entre ciel et terre dans un paysage.

## Filtrage de polarisation
La lumière étant une onde électromagnétique, elle présente des propriétés de polarisation caractérisant l'évolution du champ électrique {\displaystyle {\vec {E}}} de cette onde en fonction du temps. Ce champ {\displaystyle {\vec {E}}} décrit généralement une ellipse, il prend régulièrement toutes les directions perpendiculaires à la direction de propagation. On parle donc de « polarisation elliptique ». Mais dans certains cas particuliers, cette ellipse peut s'aplatir pour donner une polarisation rectiligne : le champ électrique garde alors toujours la même direction.

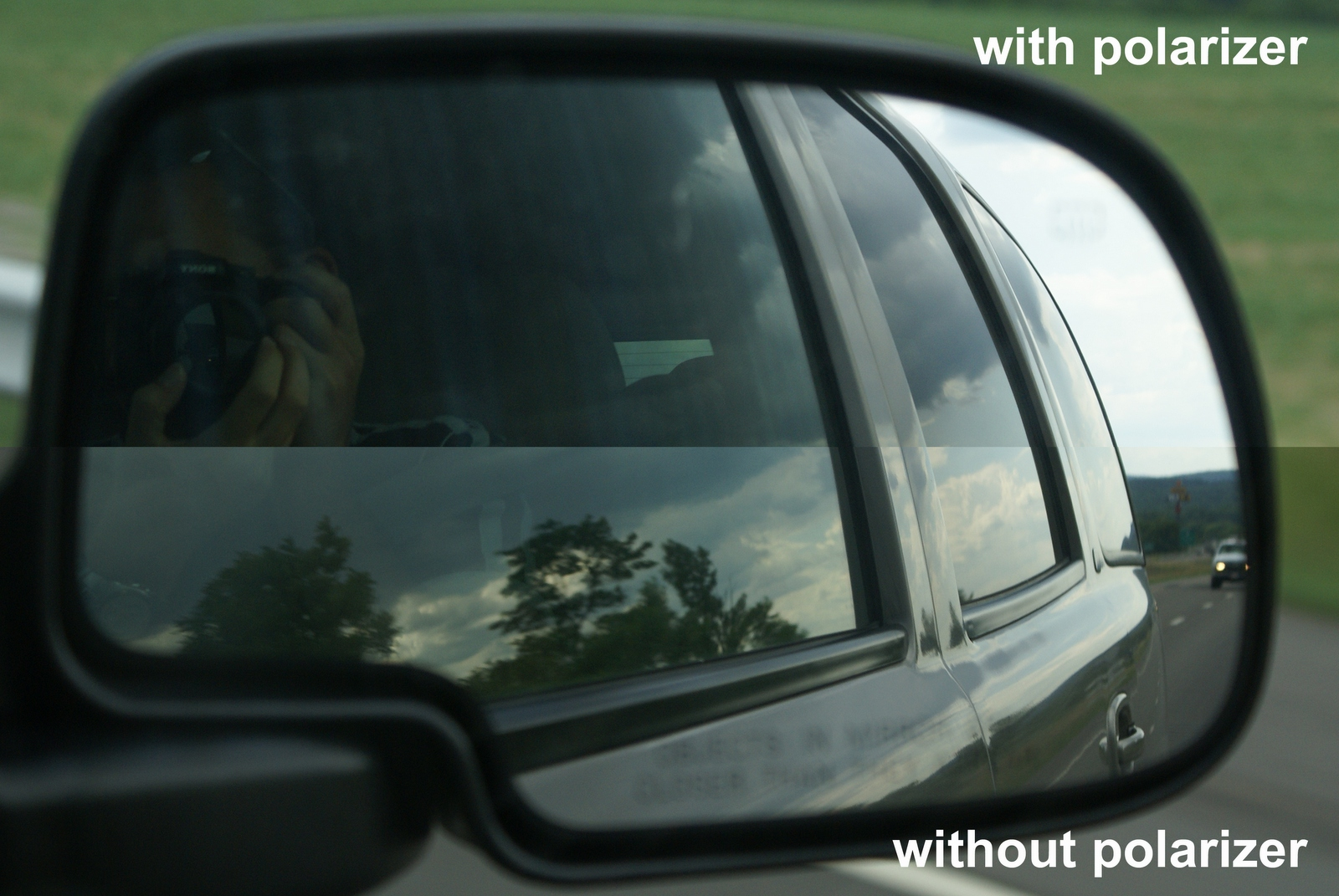
Image dans le rétroviseur avec et sans filtre polarisant.

Les polariseurs, ou filtres polarisants, laissent passer la lumière proportionnellement au sinus de l'angle entre leur axe et la polarisation de la lumière entrante. On les monte souvent sur une bague qui permet de les orienter selon le résultat recherché. Ils absorbent environ les trois quarts d'une lumière non polarisée. Ils sont d'usage courant en photographie d'extérieur, où leur densité n'est pas un obstacle. Ils servent à rendre le bleu du ciel plus profond et à atténuer les reflets, car la lumière diffusée par le ciel et les réflexions partielles sur les surfaces non métalliques sont polarisées. Le filtre, placé dans la position adéquate, absorbe plus ces rayonnements que le reste. Quand ces filtres comprennent une deuxième couche, qui rétablit la distribution circulaire de la polarisation, afin de ne pas perturber le fonctionnement de l'appareil, on les appelle « filtre polarisant circulaire ».
On emploie aussi des filtres polarisants pour la microscopie en lumière polarisée et pour des examens qui mettent en évidence les structures et les contraintes mécaniques des matériaux. Un éclairage en lumière polarisée montre des phénomènes autrement invisibles. Un procédé de cinéma en relief sépare les images destinés à chacun des yeux par des polarisations orthogonales.
Les lames à retard, à l'inverse, modifient la polarisation de lumière les traversant. Par exemple, grâce à des lames quart d'onde ou filtres quart d'onde, on peut obtenir une polarisation circulaire quelle que soit la polarisation de la lumière incidente. Ils sont utilisés avant les capteurs dont la réponse varie selon la polarisation.
Pour manipuler cette polarisation on peut alors utiliser des matériaux biréfringents comme le quartz ou le spath d'Islande.

## Filtres dichroïques

Séparateur optique d'une caméra tri-capteurs.

Également nommés filtres interférentiels, ces filtres par réflexion sont constitués d'une succession de minces couches : leur principe repose sur l'interférence des réflexions successives sur chacun des dioptres rencontrés. Les interférences peuvent, selon l'épaisseur des couches et la longueur d'onde être constructives ou destructives. En ce qui concerne le filtrage des couleurs, comparés aux verres colorés, ils permettent de sélectionner une partie du spectre lumineux beaucoup plus fine : ce sont des filtres sélectifs. La partie qui n'est pas transmise est réfléchie. Les applications sont multiples.
- Dans le cas des traitements antireflets les diverses réflexions interfèrent pour fortement s'atténuer. À l'inverse lorsque toutes réflexions sont en phase, on obtient des miroirs présentant un très fort facteur de réflexion.

- Les filtres anti-caloriques sont utilisés afin de diminuer le transfert thermique de certaines lampes. Un réflecteur situé à l'arrière laisse passer les infra-rouges, tout en réfléchissant la lumière visible vers la partie à éclairer : ils sont nommés « miroirs froids ». À l'inverse, les « miroirs chauds »[10] réfléchissent l'infrarouge et laissent passer la lumière visible.

- Le séparateur dichroïque des caméras tri-capteurs utilise ces propriétés pour orienter la lumière vers trois capteurs. Un premier filtre réfléchit les longueurs d'onde inférieures à 480 nm environ en direction d'un capteur qui délivrera le signal de la composante bleue. Le reste passe à travers pour toucher un deuxième filtre qui réfléchit les longueurs d'onde supérieures à 610 nm vers le deuxième capteur qui fournira l'information de la composante rouge. Enfin, ce qui passe atteint le capteur qui donnera la composante verte.

- Ils sont aussi souvent utilisés en optique afin de travailler en lumière quasi-monochromatique.

## Filtrage spatial
Le filtrage spatial consiste à sélectionner l'information selon la fréquence spatiale à laquelle une valeur apparaît sur une ligne ou dans un plan. Il est couramment effectué par des moyens informatiques. Cependant il peut se faire par des moyens optiques, et c'est parfois indispensable.
Le filtrage spatial optique sert pour l'épuration d'un faisceau laser, qui consiste à en retirer les irrégularités qui peuvent l'affecter pour diverses causes.
Les appareils de prise de vue de bonne qualité sont équipés d'un filtre spatial passe-bas optique appelé filtre anti-crénelage ou filtre anti-aliasing, dont le rôle est de supprimer les détails trop fins de l'image formée sur le capteur et ainsi d'éviter l'apparition de moiré ou de crénelage.
Le filtrage spatial optique utilise les propriétés de répartition du flux lumineux dans un système optique comprenant une ou plusieurs lentilles. On intercepte les rayons lumineux à proximité du point focal image avec des fentes, des grilles, des plaques percées de réseaux de points, ou des matériaux biréfringents pour sélectionner les fréquences transmises.

## Critères de qualité des filtres
Les qualités exigées des filtres dépendent de leur usage. Lorsqu'ils sont dans des flux formateurs d'image, leur homogénéïté optique, leur état de surface, leur traitement antireflet multicouches, leurs caractéristiques de diffusion minimale, toutes caractéristiques susceptibles d'altérer l'image, sont particulièrement importantes. Lorsqu'ils servent uniquement à contrôler la lumière, comme dans les applications d'éclairage, d'autres qualités, comme la solidité, la masse, la résistance à la chaleur et le prix, entrent en jeu.